# 24 Hours (10cc)
24 Hours is een single van 10cc. Het is afkomstig van hun negende album Windows in the Jungle.
24 Hours geeft het leven van een artiest weer. Als de normale arbeiders, later de bezoekers van concerten, werken, dan liggen de bandleden in bed. Als het publiek ontspant, moet de band in topvorm zijn. Allerlei vage figuren dringen zich aan de band op en ze krijgen te maken met groupies en covergirls.
B-kant werd gevormd door Dreadlock Holiday, opgenomen tijdens een concert in maart 1982 in het Wembley Conference Center. Een latere versie kreeg ook nog mee I'm Not in Love vanaf hetzelfde concert.

## Trivia
In het nummer werd Phil aangehaald. Op de vraag Can You Get It? antwoordde Phil (in 24 hours) Tonight, Tonight, Tonight. Deze combinatie is wellicht een aanwijzing voor de single van Genesis, Tonight, Tonight, Tonight met teksten van Phil Collins; deze verscheen echter pas in 1986 ter promotie van Invisible Touch.

## Hitnotering
De single kwam noch in de Nederlandse Top 40, noch in de Single Top 100.
Graham Gouldman · Eric Stewart · Kevin Godley · Lol Creme

Paul Burgess · Rick Fenn · Stuart Tosh · Duncan Mackay · Tony O'Malley